# Observatorium Skalnaté Pleso

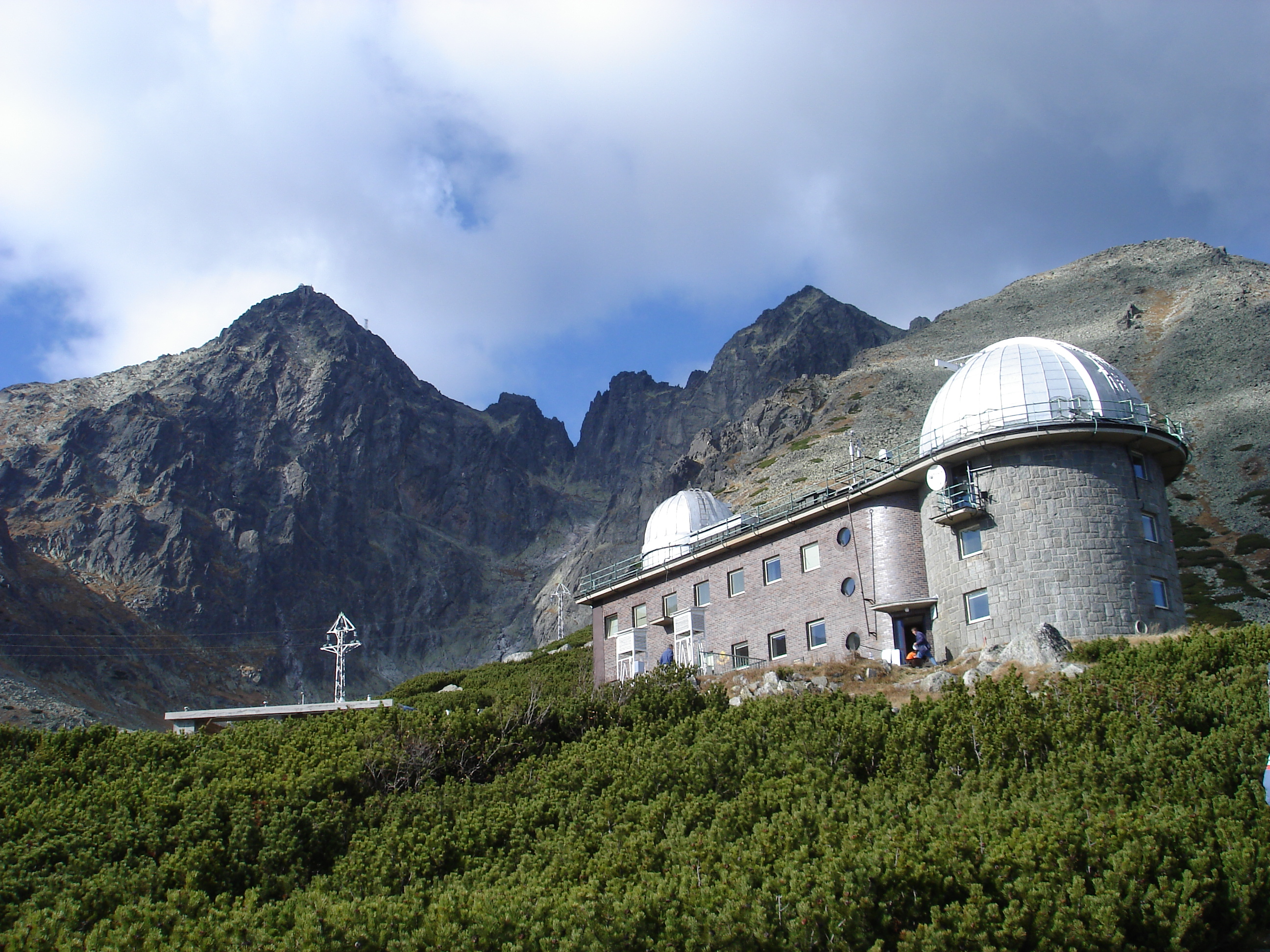
Observatorium Skalnaté Pleso, links im Hintergrund der Gipfel „Lomnitzer Spitze“

Das Observatorium Skalnaté Pleso (slowakisch Observatórium Skalnaté pleso) ist eine Sternwarte in der Slowakei. Sie wurde 1943 gegründet und auch für astrometrische Aufgaben der Höheren Geodäsie genutzt. Das Gebäude beherbergt ebenfalls eine meteorologische Beobachtungsstation. Es liegt oberhalb der Ortschaft Tatranská Lomnica in 1786 m Höhe oberhalb des Gebirgssees Skalnaté pleso (deutsch Steinbachsee) und ist von einem Skigebiet umgeben.
Es befinden sich ein 61-cm-Newton-Teleskop und ein 60-cm-Cassegrain-Teleskop in je einer Kuppel des Observatoriums. Der Asteroid des äußeren Hauptgürtels (2619) Skalnaté Pleso ist nach dem Observatorium benannt.